# Bruce-Partingtons undervattensbåt
Bruce-Partingtons undervattensbåt (engelska: The Adventure of the Bruce-Partington Plans) är en av Sir Arthur Conan Doyles 56 noveller om detektiven Sherlock Holmes. Novellen publicerades första gången 1912. Doyle själv rankade novellen som åtminstone den fjortonde bästa av hans favoritnoveller om Holmes.

## Handling
Det är 1895. Monotonin i ett London täckt av tät gul dimma bryts när Holmes bror Mycroft Holmes oväntat kommer på besök. Hemliga ritningar på en ubåt har stulits, tre av de tio ritningarna saknas fortfarande medan sju har återfunnits på liket av Arthur Cadogan West. Han var en ung tjänsteman, vars kropp hittats med krossat huvud intill spåren i den underjordiska järnvägen. Han hade en del pengar på sig och teaterbiljetter, men ingen tågbiljett. De tre saknade ritningarna är de viktigaste, och om de hamnar i orätta händer kan en av Storbritanniens fiender använda dem för att bygga Bruce-Partingtons ubåt.

## Filmatisering
Novellen har bland annat filmatiserats 1988 med Jeremy Brett i huvudrollen.
Tredje delen av TV-serien Sherlock från 2010 har använt material från flera av Doyles berättelser som inspiration, däribland Bruce-Partingtons undervattensbåt.